# Simón Olea
Simón Orlando Olea Osorio (Pimentel, 19 de julio de 1956) fue un futbolista peruano que desempeñaba de defensa.

## Trayectoria
Nació en el Pimentel, su abuelo también futbolista del Sportivo Unión, sus primeros pasos en el fútbol lo hizo en los clubes de su ciudad natal tuvo paso destacado por Cultural Pucalá su último año fue en 1976, debutaría en primera división en Juan Aurich en 1977 también fue seleccionado juvenil en 1975, en el ciclón en los siguientes años fue unos las figuras en el plantel junto a Augusto Palacios teniendo buenas campañas y siendo recordado en Chiclayo. En 1981 es contratado por Alianza Lima para que el año 1982 salga subcampeón y clasifica a la Copa Libertadores siendo los mejores del plantel, en 1984 deja el cuadro victoriano para ser contratado por el C.N.I de iquitos pedido por el entrenador José Fernández estando hasta 1985 siendo de los mejores del plantel. El mismo año se retira del fútbol por problemas de lesiones a la edad de 29 años quedándose con las ganas de seguir en el fútbol.

## Clubes
| Club            | País | Año       |
| --------------- | ---- | --------- |
| Cultural Pucalá | Perú | ?-1976    |
| Juan Aurich     | Perú | 1977-1980 |
| Alianza Lima    | Perú | 1981-1983 |
| C.N.I           | Perú | 1984-1985 |